# Casa Pubill (Belianes)
La Casa Pubill és un habitatge al Carrer Major del nucli de Belianes (l'Urgell) catalogat a l'Inventari del Patrimoni Arquitectònic de Catalunya.

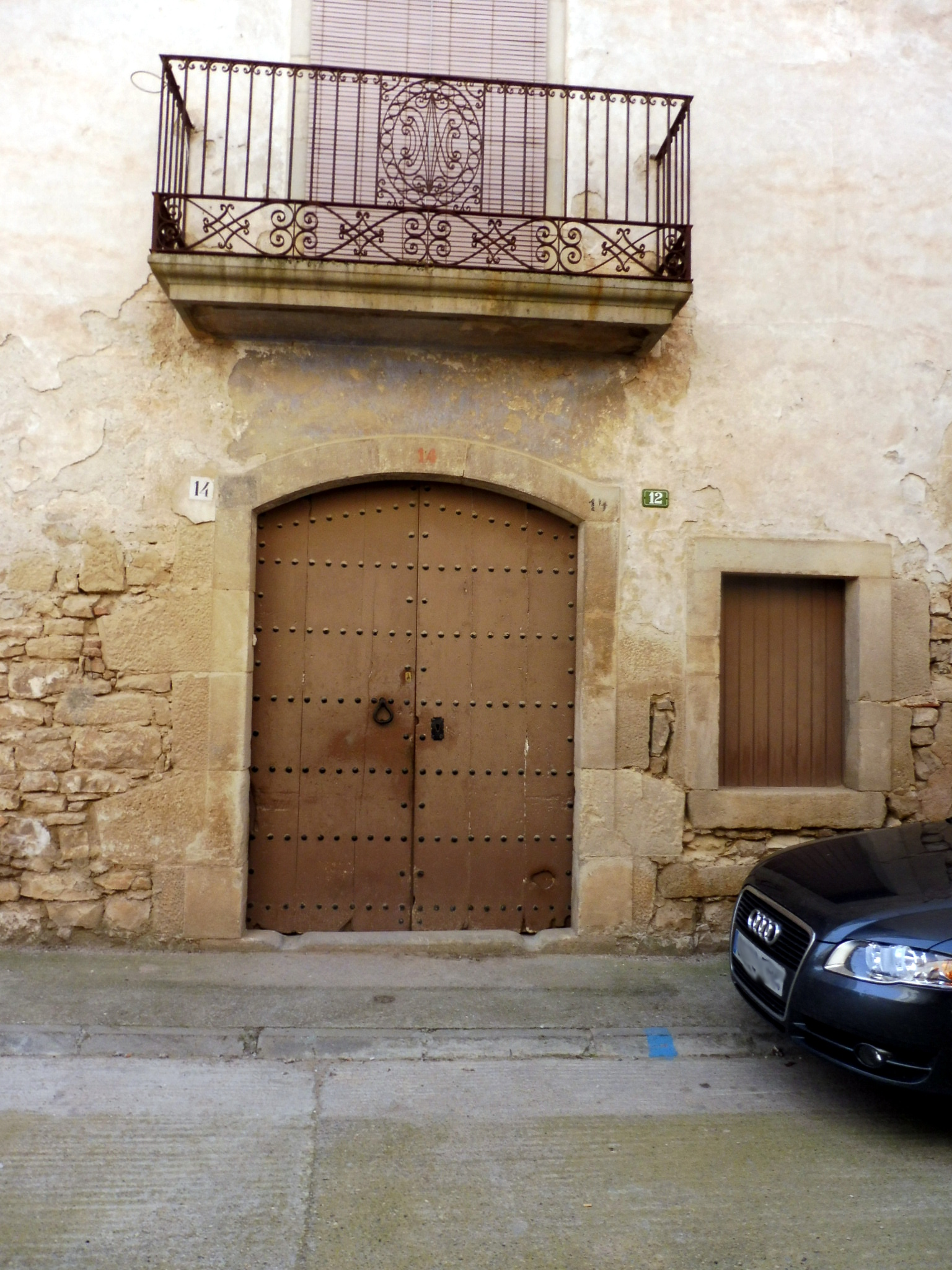
Portada i balcó

Casa pairal, de paredat i pedra picada, de grans dimensions i tres pisos d'alçada. A la planta baixa hi ha una portalada principal realitzada amb un arc escarser sense llinda ni motllura de protecció. Just a la vora d'aquesta entrada principal s'obre una petita i senzilla porta d'entrada que segurament és fruit d'obres posteriors i sense un criteri definit. Aquesta planta baixa té tres finestretes superiors com a elements de ventilació. A la primera planta s'obren tres balcons ordenats espacialment i conserven les reixes de les baranes originals amb delicats treballs de forja malauradament molt rovellades. Finalment, al pis superior, menor en alçada, té tres finestres rectangulars sense llinda com a úniques obertures. La golfa té tres finestres d'arc de mig punt. Remata l'edifici una cornisa de gran mida.